# Fortição
Em fonética, a fortição ou endurecimento é o metaplasmo que corresponde à transformação de um fonema noutro mais "duro", menos "fluido", abaixando-lhe o valor fonético na hierarquia sonora. É portanto o fenômeno fonológico inverso da lenição, conquanto seja menos frequente que este último. Tipicamente, a fortição ocorre com os fonemas iniciais ou finais de uma palavra.
Especificamente, a fortição engloba as seguintes transformações fonológicas:
- O ensurdecimento, que corresponde à transformação de uma consoante sonora em consoante surda. A sibilante /z/, por exemplo, que é alveolar na maior parte do Brasil, transforma-se em /s/ antes de consoantes surdas ou pausas, permanecendo /z/ antes de consoantes sonoras, vogais e semivogais. Na locução paz terrestre ocorre a fortição do /z/, mas em paz eterna não.[4][5]
- A transformação de uma consoante aproximante em consoante fricativa, como na semivogal inicial /j/ do substantivo latino jocus /'jɔkus/, que se transforma na fricativa /ʒ/ em seu cognato português jogo /'ʒɔgu/[5].
- A transformação de uma consoante aproximante em consoante oclusiva, como é o caso de inúmeros vocábulos de origem germânica que sofreram a mutação do /w/ para /g/ ou /gw/ (como, por exemplo, em wardōn que deu origem a guardar, ou Wilhelm, que deu origem a Guilherme)[5].
- A transformação de uma consoante aproximante em consoante africada, como na transformação do /ʎ/ em /dʒ/ em lluvia, em algumas variantes do espanhol rioplatense.[6]
- A transformação de uma consoante fricativa em consoante oclusiva, como no caso do /v/ inicial em varrer que se transforma em /b/ na variante barrer (a transformação de /v/ em /b/ ou /β/ é muito comum no espanhol e em dialetos do norte de Portugal).[7]